# 列车尾部安全防护装置

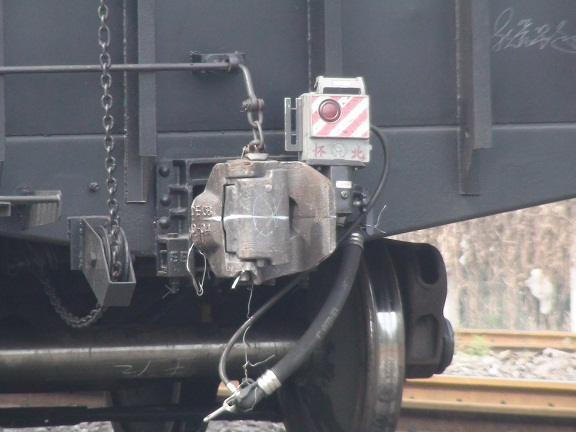

列车尾部安全防护装置（简称列尾装置）是为了适应中国铁路货物列车取消守车后，在尾部无人值守的情况下，为提高铁路运输的安全性而研制的专用安全装置。本装置主要由安装在机车操纵室的司机控制盒和安装在列车尾部车辆车钩上的列尾主机及其相关附属设备构成。其主要功能为查询列车尾部风压、辅助列车紧急排风制动、尾部低风压报警、列车尾部标志等。首尾以无线数据传输方式传递信令，其信令通过机车列调电台、列尾专用通信平台或GSM-R网络发射并接收。
北美部分铁路也采用类似装置。